# Heterophyllium bulbilliferum
Heterophyllium bulbilliferum är en bladmossart som beskrevs av Hugh Neville Dixon 1933. Heterophyllium bulbilliferum ingår i släktet Heterophyllium och familjen Sematophyllaceae. Inga underarter finns listade i Catalogue of Life.